# Abel Seyler
Abel Seyler (23 de agosto de 1730, Liestal - 25 de abril de 1800, Rellingen) foi um diretor teatral suíço e ex-banqueiro mercantil, considerado um dos grandes diretores de teatro da Europa do século XVIII. Foi "o principal patrocinador do teatro alemão" do seu tempo e é creditado por apresentar Shakespeare ao público de língua alemã e por promover o conceito de teatro nacional, na tradição de Ludvig Holberg, dos dramaturgos Sturm und Drang e da ópera alemã. Em sua época, foi descrito como "um dos homens mais meritórios da arte alemã".
Filho de um padre da Igreja Reformada Suíça de Basileia, Seyler mudou-se para Londres e depois para Hamburgo, ainda jovem. Estabeleceu-se como banqueiro mercantil na década de 1750. Durante a Guerra dos Sete Anos e no período imediatamente posterior, o seu banco, Seyler & Tillemann, envolveu-se  em  atividades especulativas cada vez maiores e mais complexas com instrumentos financeiros e acabou indo espetacularmente à falência, com enormes dívidas após a crise bancária de Amsterdã de 1763. Um bon vivant extravagante, considerado suspeito em Hamburgo, Seyler simbolizava uma nova e mais agressiva forma de capitalismo.
A admiração de Seyler pela trágica atriz Sophie Hensel, que mais tarde se tornou sua segunda esposa, levou-o a dedicar-se inteiramente ao teatro a partir de 1767. Ele usou seus fundos restantes para se tornar o principal acionista, benfeitor e líder efetivo do idealista Teatro Nacional de Hamburgo, empregando Lessing como o primeiro dramaturgo do mundo. Em 1769, ele fundou a Companhia de Teatro Seyler, que se tornou uma das mais famosas da Europa entre 1769 e 1779, sendo considerada como "a melhor companhia de teatro da Alemanha na época". Ele inicialmente detinha o privilégio hanoveriano como diretor de teatro, e, mais tarde, sua empresa ficou por três anos na corte da duquesa Anna Amalia, em Weimar, e por um ano na corte ducal de Gotha. De 1779 a 1781, ele foi o diretor artístico fundador do Mannheim National Theatre. Encomendou obras como Sturm und Drang, de Klinger (que deu nome à época), Ariadne auf Naxos, de Benda, e Alceste, de Schweitzer, considerada "a primeira ópera alemã séria". Seyler se concentrou principalmente na gestão artística, econômica e administrativa de sua companhia teatral. Sua falta de formação como ator e sua antiga profissão de banqueiro o fizeramdestacar-se  entre os diretores de teatro da época, quando a profissão  começava a ganhar respeitabilidade.

## Antecedentes e infância

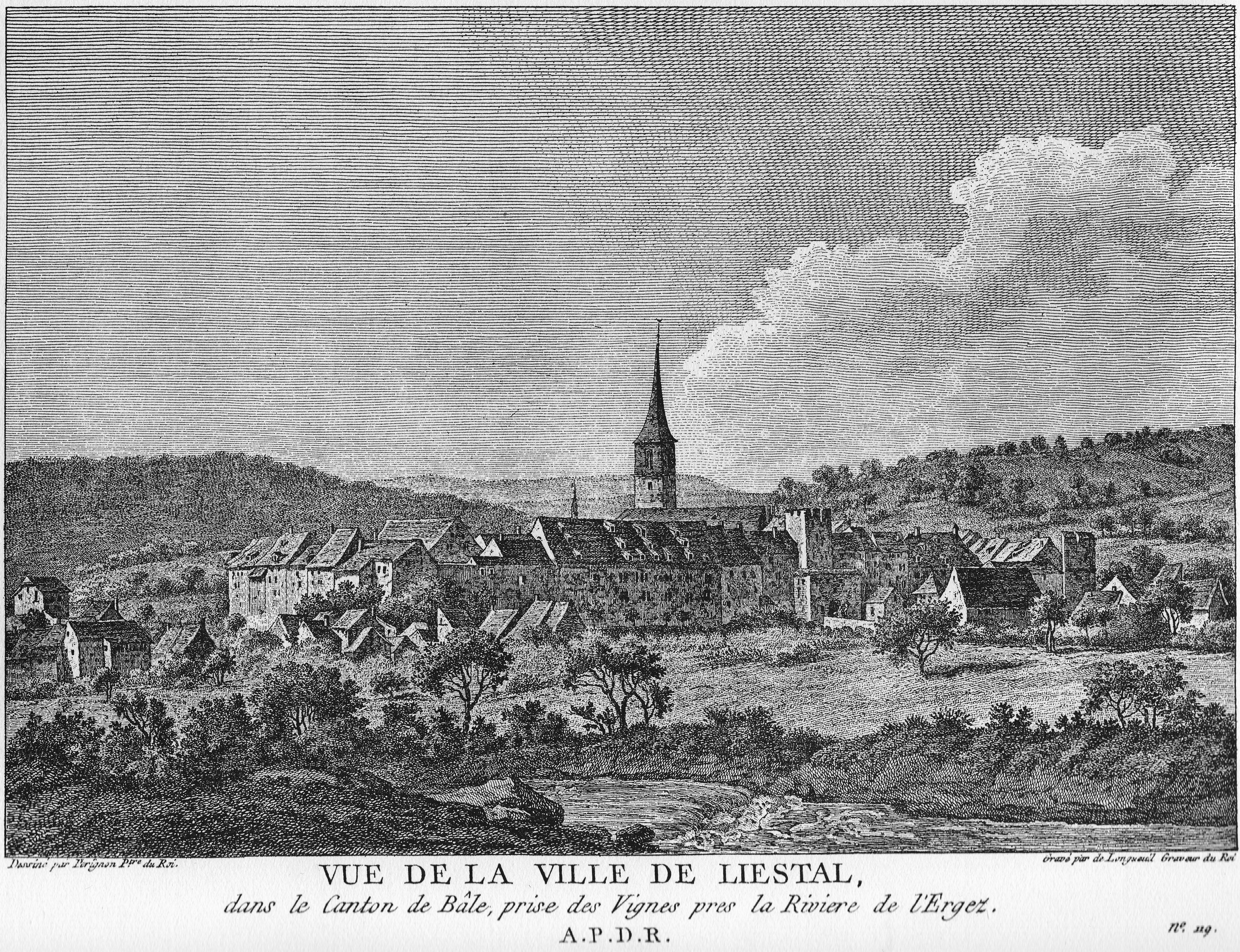
Local de nascimento Liestal na Suíça (1780)

Abel Seyler nasceu em 1730 em Liestal, nos arredores de Basileia, na Suíça, numa família reformada erudita e piedosa. Era filho do clérigo  Dr.theol. Abel Seyler (Seiler) (1684-1767), pároco de Frenkendorf-Munzach, em Liestal, de 1714 a 1763, e de Anna Katharina Burckhardt (1694-1773). Era descendente, por parte de ambos os pais, de algumas das mais importantes famílias patrícias de Basileia. Sua mãe pertencia à notável família Burckhardt. Por parte de pai, ele era neto do teólogo Friedrich Seyler e de Elisabeth Socin, membro de uma família nobre de origem italiana. Ele e seu pai receberam o nome de seu bisavô, juiz de Basileia e enviado à corte francesa Abel Socin (1632-1695). Por parte de mãe, ele também descendia das famílias Merian e Faesch. Também era descendente matrilinear de Justina Froben, filha do humanista Johann Froben. Tinha uma irmã, Elisabeth Seiler (1715–1798), casada com o pároco Daniel Merian, e era parente distante do cardeal Joseph Fesch, tio de Napoleão; ambos eram descendentes do comerciante de seda de Basel, político e diplomata Johann Rudolf Faesch (falecido em 1659), burgomestre de Basileia e líder da facção pró-francesa da cidade.

## Seyler como banqueiro mercante
Quando jovem, Seyler deixou Basileia primeiro para Londres e depois para Hamburgo, onde atuou como banqueiro mercante até 1766. Com seus parceiros de negócios Johann Martin Tillemann e Edwin Müller, ele fundou as empresas coligadas Seyler & Tillemann e Müller & Seyler, que se engajaram em uma especulação cada vez maior e complexa com  instrumentos financeiros durante a Guerra dos Sete Anos, na década de 1750 e no início da década de 1760. Seyler & Tillemann tinham laços estreitos com o banco dos irmãos De Neufville, em Amsterdã, e foi considerado um dos bancos mais especulativos e imorais da época. Em 1761, Seyler & Tillemann, atuando como agentes de seu sócio próximo Heinrich Carl von Schimmelmann, arrendou a fábrica de menta em Rethwisch do empobrecido Frederico Carlos, duque de Schleswig-Holstein-Sonderburg-Plön, membro do ramo cadete da família real dinamarquesa, para produzir moedas aviltadas (feitas de uma liga metálica com menor teor de ouro, prata ou cobre) nos últimos anos da Guerra dos Sete Anos. Seyler & Tillemann faliram na sequência da crise bancária de Amsterdã de 1763, com uma dívida de três a quatro milhões de marcos - uma quantia enorme.

 
Mary Lindemann observa, citando as memórias de John Parish: 
Quando a casa De Neufville, em Amsterdã, quebrou, Seyler & Tillemann também caiu. A causa comum das falências, desde o gigante De Neufville até parceiros menos famosos como Seyler & Tillemann, residia, argumentou-se, "no comércio exagerado de títulos de crédito e, principalmente, no criminoso "comércio de vento" com o qual Seyler & Tillemann [e similares] haviam se envolvido." O "comércio eólico" desses anos (e as falências resultantes) abalou profundamente os principais centros comerciais, "e muitos capitalistas, que tentaram lucrar com a alta taxa de desconto e que trocaram seu dinheiro por papéis, ficaram sem nada."
O litígio civil relativo à falência foi iniciado em 1763, e o caso chegou ao Tribunal Cameral Imperial dois anos depois. Muitas críticas foram direcionadas à ética nos negócios e ao estilo de vida extravagante de Seyler e Tillemann. Lindemann argumenta: 
Um caso importante contra vários parceiros de negócios chegou ao Tribunal Cameral Imperial (Reichskammergericht) em 1765. Oferece uma excelente perspectiva sobre "esquemas fraudulentos" e, especialmente, sobre o faturamento de duas empresas: Müller & Seyler e Seyler & Tillemann. Embora as vozes aqui apresentadas sejam de seus credores, os documentos revelam como os contemporâneos encaravam essas "falências fraudulentas" e como essas práticas assumiam formas particularmente desagradáveis em suas mentes. Os advogados dos credores expuseram os antecedentes do caso em detalhes consideráveis. Müller e Seyler eram jovens; Edwin Müller tinha vindo de Hanover vários anos antes, e Abel Seyler havia nascido em um dos cantões suíços. Ambos, no entanto, "aprenderam seus negócios" e se casaram em Hamburgo. "Se alguém pudesse confiar em seus livros", o capital inicial efetivo não chegava a mais de trinta e oito mil Mk. Bco. ", dos quais, no entanto, mais da metade havia sido desperdiçada com a aquisição de móveis para duas famílias, [para a compra de] roupas, jóias, prataria e outras necessidades suas, de suas esposas e de seus filhos, [bem como para] carruagens, cavalos e assim por diante." Seus negócios foram subcapitalizados desde o início. Na década de 1750, isso parecia um problema menor, porque era fácil obter crédito. Quando o fluxo de caixa diminuiu, eles tentaram conseguir dinheiro rapidamente através da cobrança de contas. Como seus fundos disponíveis não podiam cobrir suas despesas e dívidas, eles adotaram "a mais audaciosa [forma de] Windhandel". À medida que seus negócios aumentavam - à medida que recebiam comissões cada vez maiores para importação e exportação de mercadorias, investiam em uma refinaria de açúcar e emprestavam dinheiro a várias pessoas –,  eles simultaneamente prosseguiam com o trabalho de agenciamento e o expandiam consideravelmente.. Em 1757, eles conseguiram um novo parceiro, chamado Tillemann, que, no entanto, contribuiu "não com um Creutzer" para sua capital, mas isso não os impediu de ampliar vigorosamente seus negócios. Embora suas empresas parecessem prosperar no final da década de 1750, elas o fizeram apenas "à custa de outras".
Seyler foi descrito como "um belo bon vivant". Apesar de sofrer "uma falência sensacional por uma quantia enorme [...] nenhum deles [Seyler e Tillemann] perdeu o bom humor ou o gosto pela vida leve". Embora fossem banqueiros ricos, Seyler e Tillemann "não eram de forma alguma representantes da burguesia de Hamburgo, mas foram vistos com suspeita por diferentes razões" pela elite local de Hamburgo. Seyler e seus amigos eram homens feitos por si mesmos, imigrantes em Hamburgo e mostravam pouca consideração pelos valores e convenções da burguesia conservadora de Hamburgo; eles simbolizavam uma nova forma de capitalismo.

## Seyler como diretor de teatro

### Teatro Nacional de Hamburgo (1767–1769)

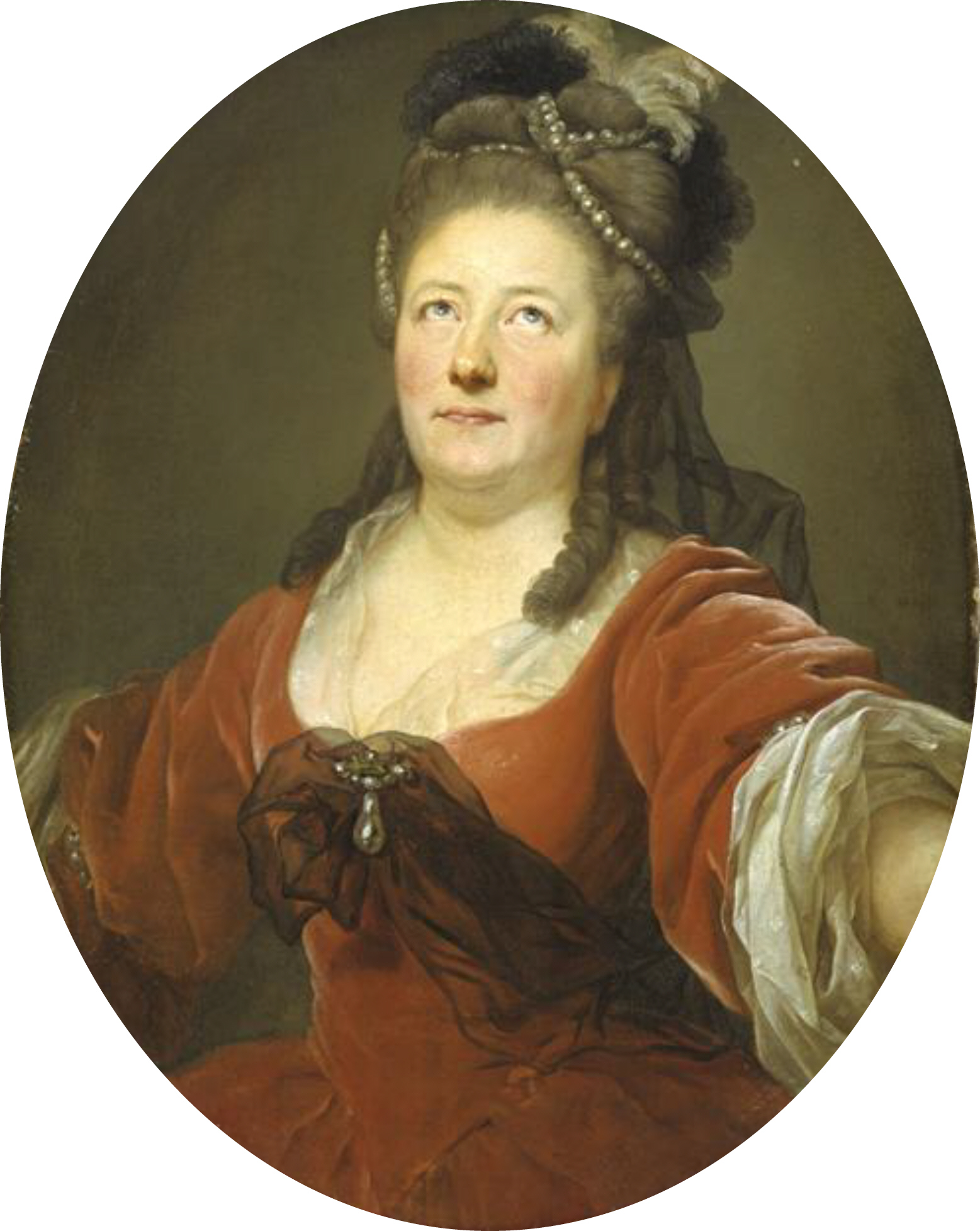
Sua segunda esposa, Friederike Sophie Seyler, a atriz mais famosa da Alemanha do final do século XVIII, pintada por Anton Graff

Após a falência de seu banco, Seyler se dedicou ao teatro e tornou-se o principal acionista, benfeitor e líder efetivo do Teatro Nacional de Hamburgo, uma tentativa idealista de estabelecer um teatro nacional baseado nas ideias de Ludvig Holberg. O teatro era de propriedade de "um consórcio de doze empresários da cidade, com um triunvirato de Seyler, Bubbers e Johann Martin Tillemann, parceiro de negócios de Seyler. Mas, na prática, foi um caso de um homem, pois Seyler dominava tudo." Alugou o edifício Comödienhaus e foi em grande parte uma instituição sucessora da companhia de teatro de Konrad Ernst Ackermann. O Teatro Nacional empregou Gotthold Ephraim Lessing como o primeiro dramaturgo do mundo e atraiu atores eminentes como Konrad Ekhof e Friedrich Ludwig Schröder; A atriz mais famosa da Alemanha do final do século XVIII, Friederike Sophie Hensel (Seyler), que mais tarde se tornou a segunda esposa de Seyler, era a atriz principal do teatro. Ela era considerada "uma atriz muito boa, como Lessing admitiu, mas era uma personagem problemática e tempestuosa", sempre no centro da intriga.
Karl Mantzius observou: 
A admiração de Seyler pela bela atriz foi facilmente transferida para o teatro em geral, ou seja, o teatro, que formava uma moldura em torno do seu favorito. Assim, formou-se uma coalizão de comércio, letras e arte, na qual cada partido tinha seus próprios interesses pessoais, mas que externamente trabalhava em direção ao sublime objetivo de abolir a liderança empresarial que era prejudicial à verdadeira arte.
Nominalmente, o teatro foi liderado por Johann Friedrich Löwen, mas ele teve pouca influência, pois Seyler tomou todas as decisões administrativas, enquanto Ekhof na prática assumia a liderança artística. O novo regime de Seyler serviu bem a Ekhof, e ele se tornou um amigo e colaborador de toda a vida de Seyler.
O Teatro Nacional de Hamburgo foi imortalizado pelo influente livro de Lessing, Hamburg Dramaturgy, uma coleção de ensaios que refletiam sobre os esforços do Teatro Nacional de Hamburgo e que definiam o campo da dramaturgia e lhe deram seu nome. A ideia de um periódico com Lessing como crítico dramático foi concebida por Löwen e Seyler, "o poder por trás do trono", a princípio concordou com relutância, mas acabou sendo conquistada pelo sucesso do periódico. O teatro teve que fechar depois de dois anos depois que Seyler gastou o resto de sua fortuna nele.

### Companhia de teatro de Seyler (1769–1779)

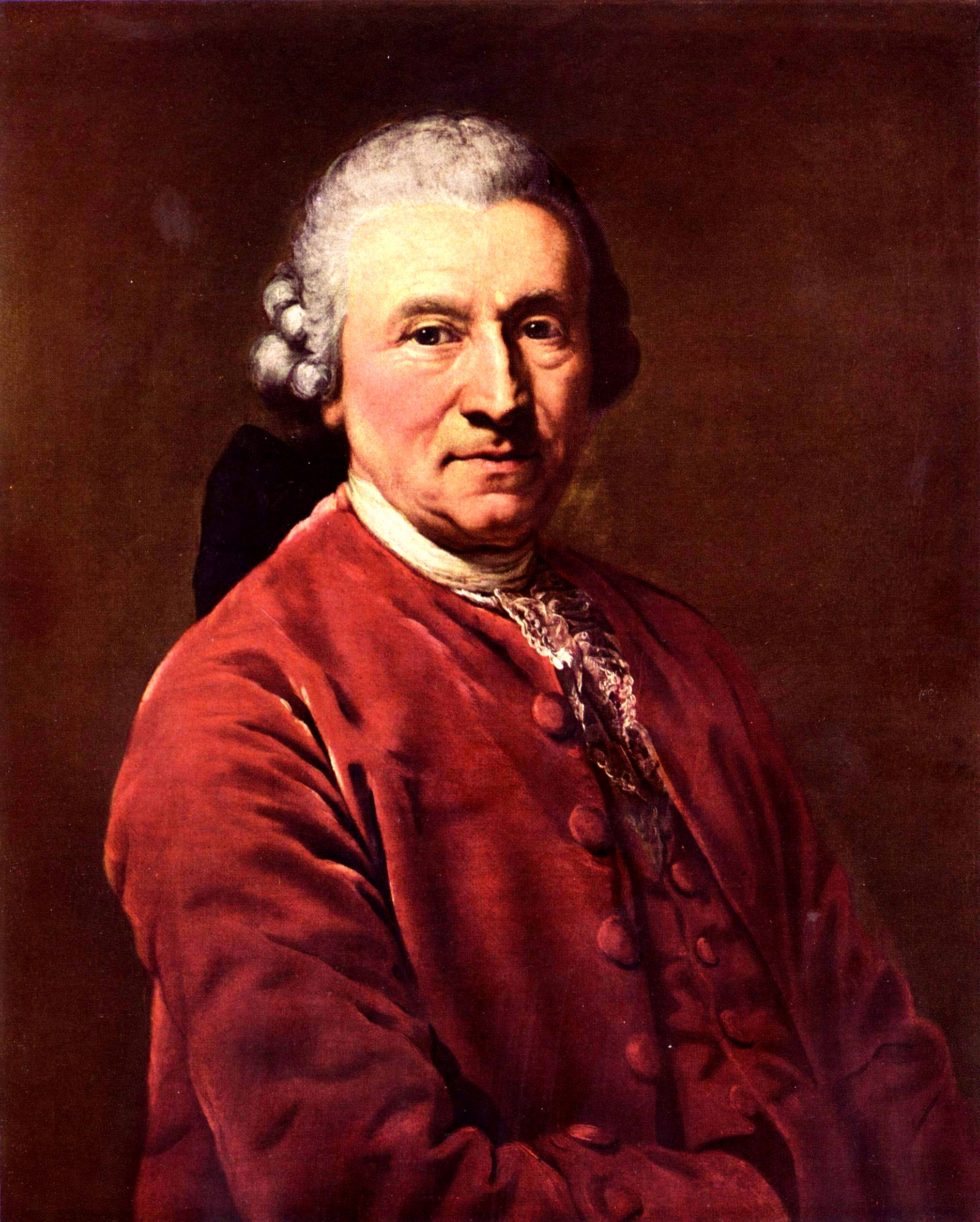
O colaborador de longa data de Seyler, o ator Konrad Ekhof, considerado o melhor ator da Alemanha do século XVIII

Em 1769, Seyler fundou o sucessor efetivo do Teatro Nacional, a Seyler Theatre Company, junto com Konrad Ekhof, Sophie Hensel e alguns outros atores. A Companhia Seyler se tornou uma das companhias de teatro mais famosas da Europa durante o período de 1769 a 1779 e era considerada "a melhor companhia de teatro da Alemanha na época". Embora o Teatro Nacional tenha evitado o teatro musical, Seyler nomeou Anton Schweitzer como diretor musical, encarregado de acrescentar ópera ao repertório falado, e a Companhia Seyler passou a desempenhar um papel importante tanto no desenvolvimento de uma tradição da ópera alemã quanto na promoção e promoção da música. popularização dos dramas Sturm und Drang.
Durante a maior parte de sua existência, a Companhia Seyler compreendeu cerca de 60 membros e incluiu uma orquestra, um balé, dramaturgos e cenógrafos. Nos dez anos seguintes, a empresa viajou extensivamente e permaneceu por períodos mais longos em vários tribunais da Europa. As companhias de teatro da época, especialmente as de viagem, pensavam em si mesmas como "famílias" estendidas.

#### Era Hannover (1769–1771)
George III, de Hanover e no Reino Unido, contratou Seyler em 1769 para se apresentar em Hanover e em outras cidades do eleitorado de Hanover, nomeando-o como "diretor dos atores reais e eleitorais da corte alemã", um privilégio que ele possuía até a sua renúncia em 1772. Durante os anos de Hanôver, a empresa atuou em Hanôver e em Lüneburg, Celle, Osnabrück, Hildesheim e Wetzlar . Inicialmente, a nova empresa lutou e Seyler não conseguiu reproduzir o antigo sucesso do Teatro Nacional de Hamburgo. A falta de interesse público em Hannover levou a problemas financeiros e quando Ekhof, em maio de 1770, também ficou gravemente doente e incapaz de se apresentar por algum tempo, a situação piorou drasticamente. O cunhado de Seyler, o farmacêutico da corte J.G.R. Andreae de Hannover, que também criou os filhos de Seyler desde seu primeiro casamento, salvou a Seyler Company assumindo todas as dívidas antes da ruína iminente; Andreae, no entanto, exigiu que Ekhof substituísse seu cunhado como chefe da empresa.

#### Na corte da duquesa Anna Amalia (1771-1774)

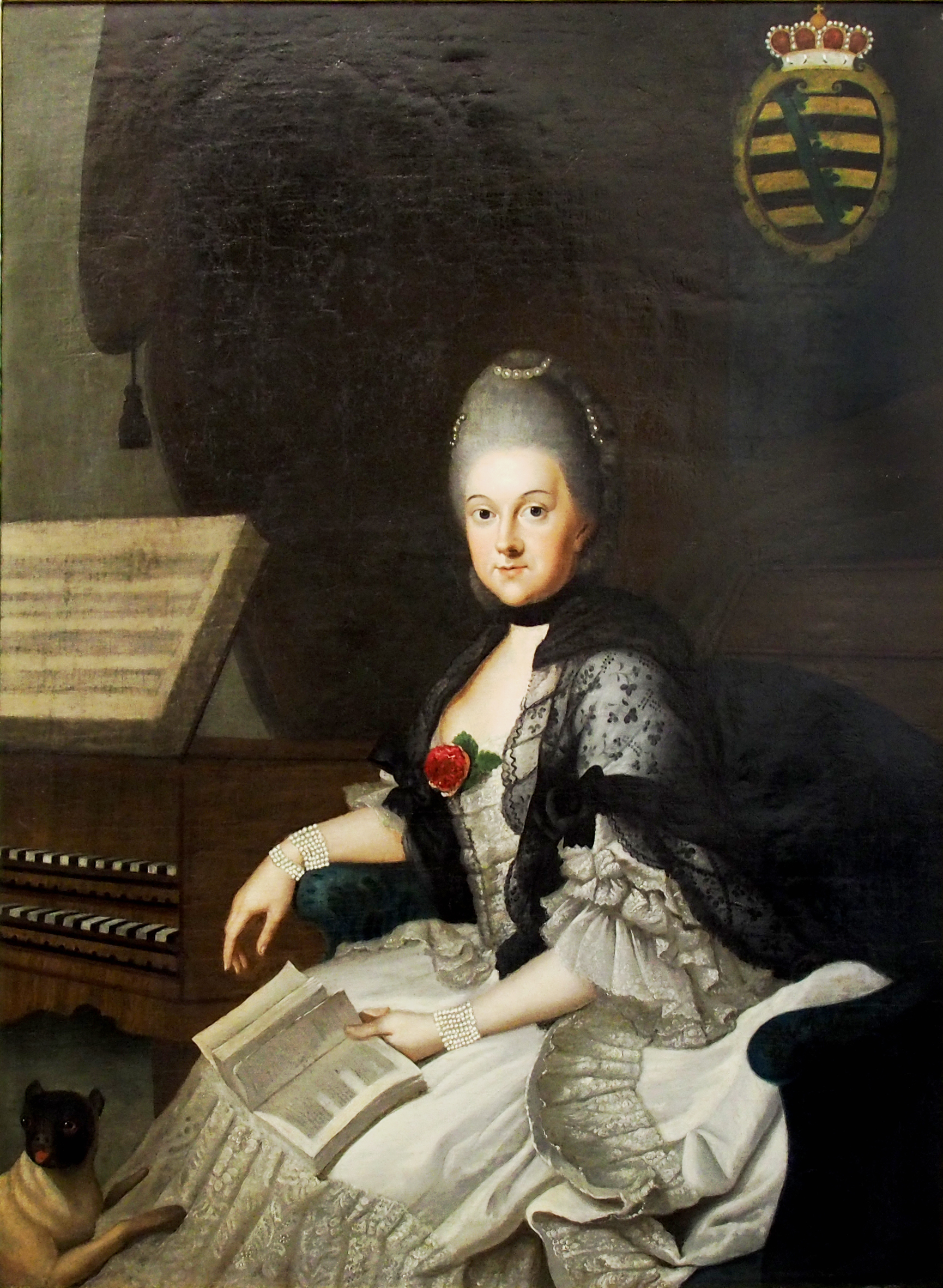
Duquesa Anna Amalia, notável patrona das artes, que convidou Seyler e sua empresa para a corte em 1771

Em 1771, a Companhia Seyler foi convidada para a corte ducal em Weimar pela duquesa Anna Amalia, a compositora e notável patrona das artes, e Seyler tornou-se novamente o diretor da empresa. Eles foram calorosamente recebidos por Anna Amalia e sua corte, e foram generosamente pagos; a empresa realizava três vezes por semana para convidados selecionados no tribunal ducal de Weimar. Em 1771, Anna Amalia era uma viúva de 32 anos que reinou como regente em nome de seu filho. A chegada da Companhia Seyler em Weimar coincidiu com a infância da era cultural conhecida como Classicismo de Weimar, quando a Duquesa convidou muitos dos homens mais eminentes da Alemanha para sua corte em Weimar, incluindo Herder, Goethe e Schiller.

Adam Shoaff observa,
Enquanto em Weimar, a tropa de Seyler estabeleceu uma reputação como uma das empresas mais formidáveis da Alemanha, graças ao seu compositor, Anton Schweitzer (1735-1787); sua principal soprano, Franziska Koch; [...] e outros dois talentosos cantores, Josepha e Friedrich Hellmuth. Sua produção de Alceste (1773), de Schweitzer, com libreto de Christoph Martin Wieland (1733-1813), marcou um momento significativo na história da ópera alemã: Alceste foi a primeira ópera séria em alemão.

#### Na corte de Gotha (1774-1775)
Após o incêndio do palácio em Weimar, em maio de 1774, Anna Amalia foi forçada a demitir a Companhia Seyler, e eles saíram com um salário de um ano e uma carta de recomendação ao duque Ernest II em Gotha. Seyler perdeu a chegada de Goethe à corte de Weimar um ano depois. A Companhia Seyler permaneceu por um ano na corte ducal de Gotha, onde Seyler e outros membros da tropa também se envolveram na vida cultural e social mais ampla e na Maçonaria. Em Gotha, Seyler conheceu o compositor boêmio Georg Anton Benda e o contratou para escrever várias óperas de sucesso, incluindo Ariadne auf Naxos, Medea e Pygmalion . Em sua estreia em 1775, Ariadne auf Naxos recebeu críticas entusiasmadas na Alemanha e depois, em toda a Europa, com críticos da música chamando a atenção para sua originalidade, doçura e execução engenhosa. É amplamente considerado o melhor trabalho de Benda e inspirou Mozart.

#### Leipzig e Dresden (1775-1777)
Em 1775, Seyler recebeu o privilégio eleitoral saxão como diretor de teatro e se apresentou em Leipzig e Dresden, e em 1776 ele abriu um teatro de verão recém-construído em Dresden. Em 1776, Seyler também contratou o amigo íntimo de Goethe, Friedrich Maximilian Klinger, como dramaturgo e secretário, e ele permaneceu na empresa por dois anos. Klinger seguiu Goethe até Weimar no início do mesmo ano e, quando ingressou na Companhia Seyler, acabara de romper com Goethe em circunstâncias pouco claras. Ele trouxe consigo o manuscrito de sua peça Sturm und Drang, recém-terminada, que foi apresentada pela primeira vez pela Companhia Seyler em 1º de abril de 1777 em Leipzig; a peça deu seu nome ao movimento artístico Sturm und Drang.

#### Na estrada novamente (1777-1779)
Em 1777, Seyler voltou a distinguir o privilégio eleitoral saxão e sua empresa voltou a pegar a estrada. Nos dois anos seguintes, a Seyler Company foi baseada principalmente em Frankfurt e Mainz e viajou extensivamente para Colônia, Hanau, Mannheim, Heidelberg e Bonn.

### Teatro Nacional de Mannheim (1779–1781)

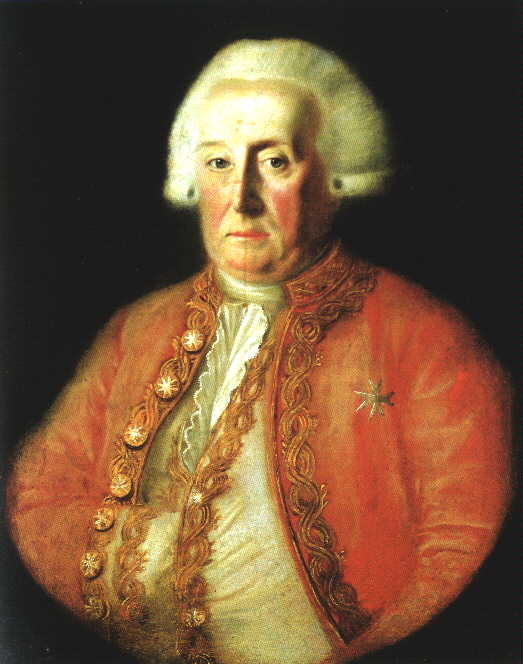
O cortesão Wolfgang Heribert von Dalberg, colaborador de Seyler durante os anos de Mannheim

Quando Charles Theodore, o príncipe eleitor do Palatinado Eleitoral, também se tornou duque da Baviera em 1777, mudou sua corte da capital palatina de Mannheim para Munique e trouxe consigo a companhia de teatro de Theobald Marchand . Em 1778, ele instruiu o cortesão Wolfgang Heribert von Dalberg - o irmão do príncipe eleitor e grão-duque Karl Theodor von Dalberg - a estabelecer um novo teatro em Mannheim. No início, Dalberg contratou a companhia de teatro de Abel Seyler para se apresentar em Mannheim ocasionalmente, de 1778 a 1779. No outono de 1779, Seyler mudou-se permanentemente para Mannheim com os demais membros de sua companhia de teatro. Vários atores que haviam sido afiliados ao Gotha Court Theatre sob a direção de Konrad Ekhof nos últimos anos - essencialmente um ramo da Companhia de Teatro Seyler - também se juntaram a ele; O próprio Ekhof morreu no ano anterior. O Teatro Nacional de Mannheim estreou em outubro de 1779, com Seyler como seu primeiro diretor artístico e Dalberg como seu administrador geral. Alguns dos atores que trabalharam sob a direção de Seyler em Mannheim foram August Wilhelm Iffland, Johann David Beil e Heinrich Beck.
Em Mannheim, Seyler dirigiu várias produções de Shakespeare e deixou um legado duradouro. Seu "repertório nos primeiros anos de Mannheim ainda mostra a influência de seu período em Hamburgo, bem como o legado dos anos de Weimar / Gotha". Em cooperação com Dalberg, ele desenvolveu o estilo característico do teatro, baseado na crença na necessidade de alcançar um equilíbrio entre um estilo mais natural de tocar e uma certa nobreza e idealização.
Ele foi forçado a deixar seu cargo de diretor do Teatro Nacional de Mannheim em 1781 "depois que o ciúme de sua esposa provocou um incidente infeliz"; durante uma briga com a aluna "intrigante" de sua esposa, a atriz Elisabeth Toscani, de 20 anos, a Seyler, geralmente tímida, perdeu a paciência e a atingiu em resposta a repetidas observações insolentes durante os ensaios de teatro. Um relatório encomendado por Dalberg observou que Toscani pertencia ao "sexo mais fraco" e que Seyler era o diretor de uma companhia de teatro e deveria ser considerado um padrão mais alto. A fim de "restaurar a paz" do teatro, Dalberg decidiu se aposentar Seyler com uma pensão.
A primeira apresentação de The Robbers, de Friedrich Schiller - inspirada na peça Julius of Tarent do genro de Seyler, Johann Anton Leisewitz - aconteceu no Mannheim National Theatre no ano seguinte à saída de Seyler como diretor.

### Anos finais (1781-1800)

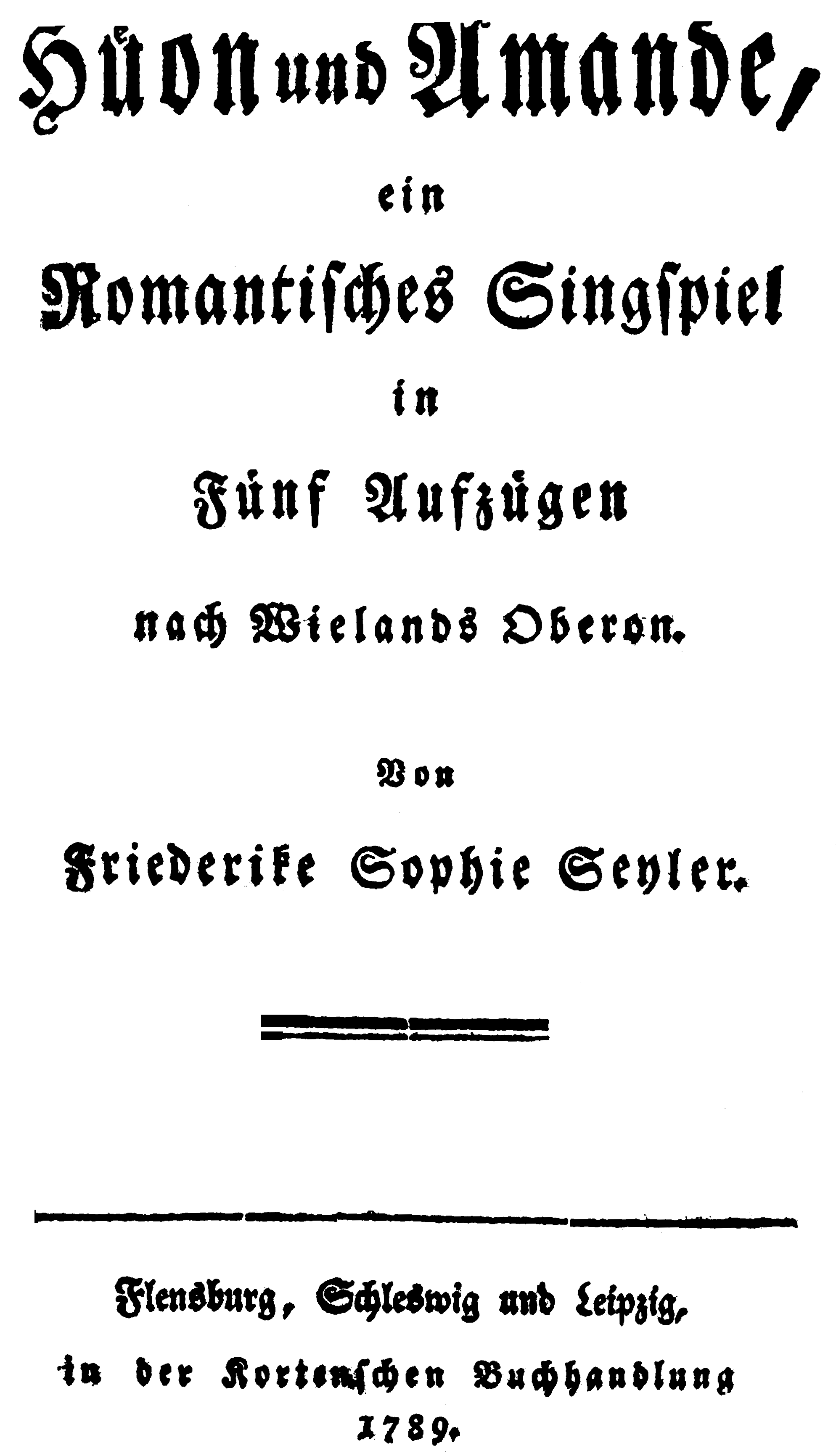
A ópera de sua esposa, Sophie Seyler, Huon e Amanda (ou Oberon), uma influência primária no enredo e nos personagens de A flauta mágica

De 1781 a 1783, Seyler foi diretor artístico do Schleswig Court Theatre, que também se apresentou em Flensburg, Husum e Kiel. Em 1783, ele estabeleceu sua própria tropa com sede em Altona, perto de Hamburgo. De 1783 a 1784, ele foi novamente encarregado dos Comödienhaus em Hamburgo; ele continuou morando em Hamburgo até 1787 e às vezes era um prompter no teatro, onde sua esposa se apresentava. De 1787 a 1792, ele foi novamente diretor artístico do Schleswig Court Theatre.
Sua esposa Sophie Seyler morreu em 1789. No início daquele ano, ela publicou a ópera Huon e Amanda (ou Oberon), com base em um poema de seu amigo e colaborador Christoph Martin Wieland. Uma versão levemente adaptada da ópera de Seyler, com música de Paul Wranitzky, tornou-se a primeira ópera executada pela trupe de Emanuel Schikaneder em seu novo teatro e estabeleceu uma tradição na companhia de óperas de contos de fadas de Schikaneder que culminaria em dois anos. mais tarde na ópera de Mozart e Schikaneder, The Magic Flute; Oberon, de Sophie Seyler, é considerada uma das principais influências na trama e nos personagens de A flauta mágica.
Em 1792, Abel Seyler se aposentou com uma pensão do príncipe Charles de Hesse-Kassel, governador real dos ducados gêmeos de Schleswig-Holstein. Desde 1798, ele viveu como convidado na propriedade do ator, seu amigo de longa data e colega proeminente maçom Friedrich Ludwig Schröder em Rellingen, no Ducado de Holstein, onde morreu em 25 de abril de 1800 aos 69 anos. Ele está enterrado em Rellingen.

### Legado
Seyler é amplamente considerado como um dos grandes diretores de teatro da Europa do século XVIII e foi descrito como "o principal patrono do teatro alemão" em sua vida. Ele é creditado por apresentar Shakespeare a um público de língua alemã e por promover o conceito de teatro nacional na tradição de Ludvig Holberg, os dramaturgos Sturm und Drang e o desenvolvimento de uma tradição da ópera alemã. Já em sua vida, ele foi descrito como "um dos homens mais meritórios da arte alemã". Ele foi elogiado por contemporâneos como Gotthold Ephraim Lessing e Christoph Martin Wieland, que o descreveram como um "homem de percepção e discernimento". Após sua morte, sua filha Sophie Leisewitz, esposa do poeta Johann Anton Leisewitz, escreveu: "Foi minha feliz fortuna, por dever infantil, adorar o homem que milhares só podem admirar".

Seyler se concentrou principalmente na gestão artística, econômica e administrativa de sua companhia teatral; sua própria falta de formação como ator e sua antiga profissão como banqueiro mercantil o fizeram se destacar entre os diretores de teatro de sua época, em uma profissão que começava a ganhar respeitabilidade. John Warrack observou que: 
O sucesso da empresa de Abel Seyler nos anos do pós-guerra estava enraizado em sua perspicácia nos negócios, juntamente com um talento para atrair talentos, mas ele não teria florescido sem o maior respeito a ser concedido às companhias de teatro itinerante no novo clima de interesse em drama e, portanto, em música dramática.
Seu legado teatral acabou ofuscando a reputação dúbia que conquistara como banqueiro em sua juventude.

## Maçonaria
Como muitos de seus colaboradores, Seyler era um maçom. Ele ingressou na Maçonaria em Londres em 1753, tornou-se membro da Loja Absalom em Hamburgo em maio de 1755 e esteve envolvido com a Maçonaria até sua morte.
Abel Seyler e Konrad Ekhof, juntamente com outros membros da Companhia Seyler, fundaram a primeira loja maçônica em Gotha. A fundação ocorreu em 25 de junho de 1774 no Gasthof Zum Mohren, por ocasião da Natividade de São João Batista, e Ekhof se tornou o primeiro Mestre Adorador e Seyler o Primeiro Diretor. O alojamento foi originalmente chamado de Cosmopolit, mas foi renomeado para Zum Rautenkranz em homenagem à família ducal logo depois. Seus membros incluíam vários membros da Companhia Seyler, como Seyler, Ekhof e o compositor Georg Anton Benda; o reinante duque Ernest II de Saxe-Gotha-Altenburg e o irmão do duque, príncipe agosto de Saxe-Gotha-Altenburg juntaram-se logo após seu estabelecimento, assim como muitos membros da nobreza e elite local de Gotha. A loja tornou-se um centro da vida espiritual e cultural de Gotha, e um reduto da iluminação e filantropia. Muitos membros da loja de Seyler, principalmente o duque e seu irmão, também se tornaram membros dos Illuminati, e o duque mais tarde ofereceu o asilo de Adam Weishaupt, fundador da sociedade, em Gotha.

## Vida pessoal

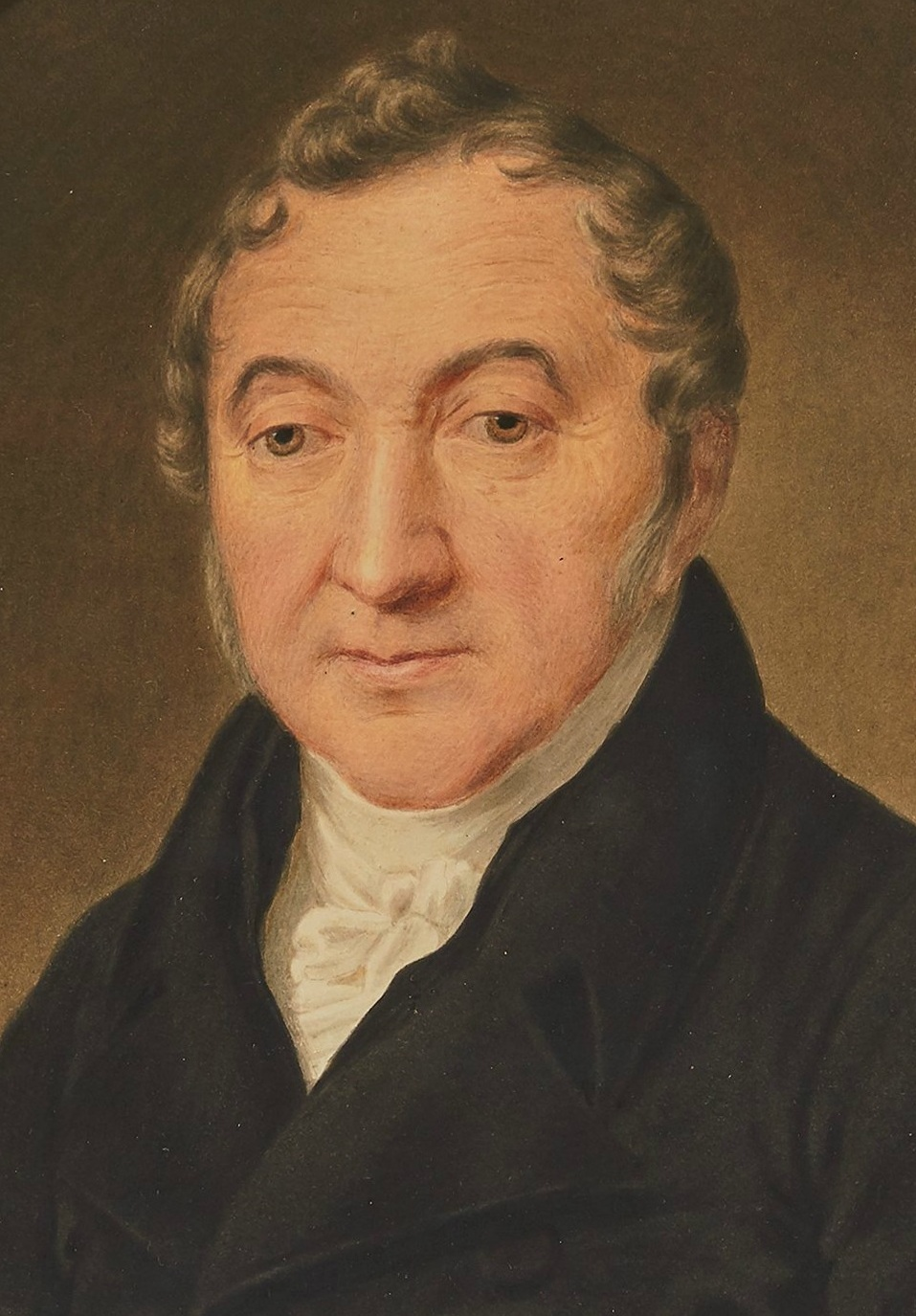
Seu filho, o banqueiro L.E. Seyler; em contraste com seu pai, ele se tornou um banqueiro altamente respeitado

Abel Seyler foi casado em seu primeiro casamento, de 1754, com Sophie Elisabeth Andreae (1730-1764), filha do rico farmacêutico da corte hanoveriana Leopold Andreae (1686-1730) e Katharina Elisabeth Rosenhagen (falecida em 1752). Seus pais já haviam morrido e seu único parente próximo era seu irmão mais velho e seu único irmão, o farmacêutico da corte J.G.R. Andreae, que se tornou um conhecido cientista natural do Iluminismo. O casamento ocorreu em Hanover e Abel e Sophie Elisabeth teve dois filhos e uma filha: Abel Seyler (o Jovem), que se tornou farmacêutico da corte em Celle e membro dos Illuminati; L.E. Seyler, importante banqueiro e político de Hamburgo; e Sophie Seyler, que se casou com o poeta de Sturm und Drang, Johann Anton Leisewitz, autor de Julius of Tarent.
Após a morte de sua primeira esposa em 1764, seus filhos foram criados em Hannover pelo tio materno. Por vários relatos, J. G. R. Andreae era um homem altamente erudito, generoso e gentil, que se tornou uma figura paterna amorosa para os filhos de sua irmã; ele não tinha filhos. As crianças desde então tiveram contato limitado ou inexistente com o pai, e todas tiveram vidas mais convencionais do que ele. Eles herdaram a farmácia Andreae do tio quando ele morreu em 1793.
Em 1772, Abel Seyler casou-se com a atriz Friederike Sophie Seyler (anteriormente casada com Hensel). Eles não tiveram filhos.

O principal fundador da bioquímica e biologia molecular, Felix Hoppe-Seyler, foi filho adotivo de seu neto. Seyler era um padrinho de Jacob Herzfeld (nascido em 1763), conhecido como o primeiro ator judeu na Alemanha, quando este se converteu ao cristianismo em 1796.  